# Stadtkapelle St. Andreas (Medebach)

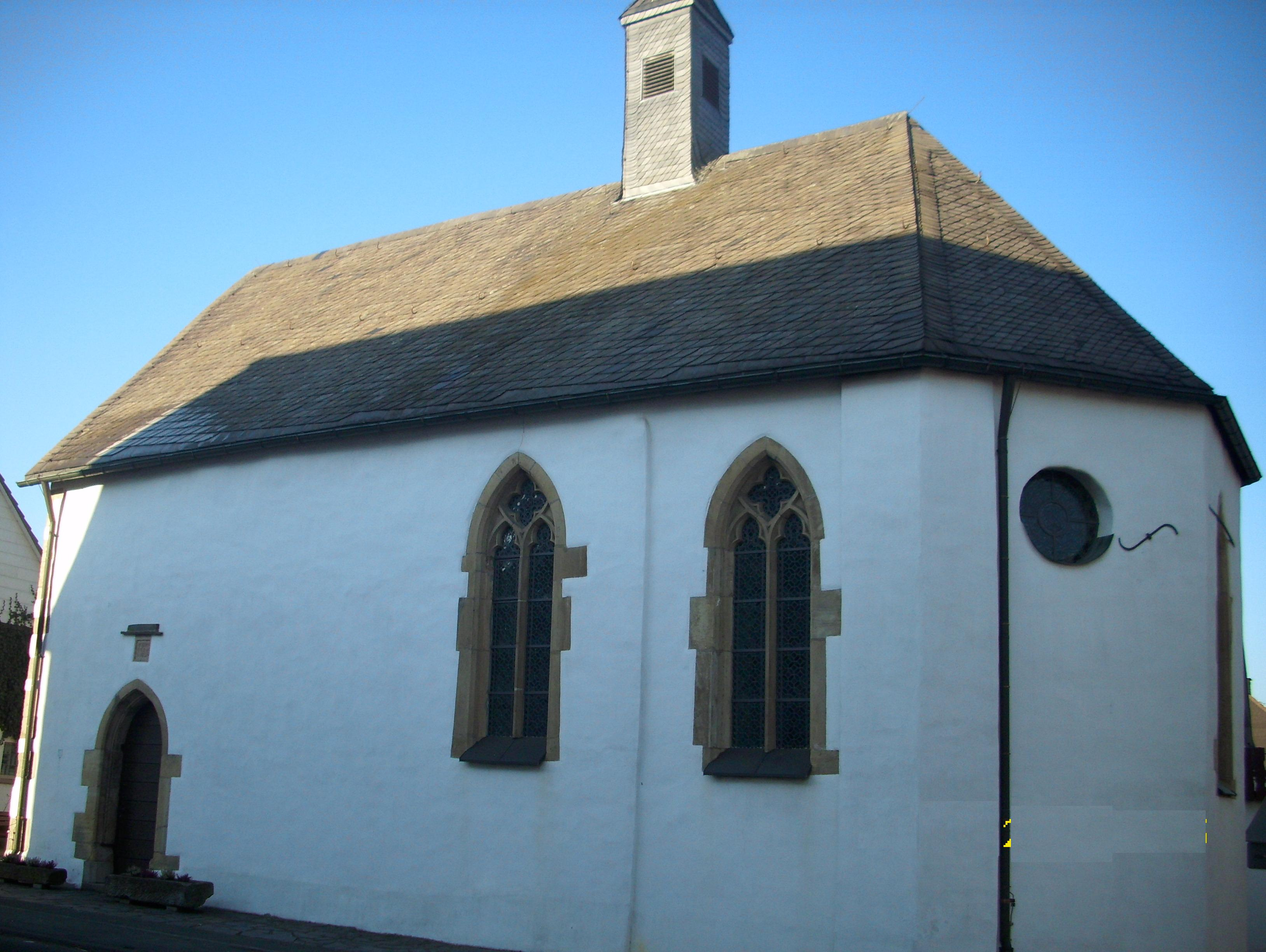
Stadtkapelle St. Andreas

Die katholische Stadtkapelle St. Andreas ist ein denkmalgeschütztes Kirchengebäude in Medebach, einer Stadt im Hochsauerlandkreis in Nordrhein-Westfalen.

## Architektur
Der kleine dreijochige Saal mit 5/8-Schluss wurde 1341 errichtet. Er ist in derben frühgotischen Formen gehalten und mit gratigen Stichkappengewölben versehen. Links und Rechts von den Chorwänden befinden sich verschiedene Heiligenfiguren. Die Hl. Agatha und die Hl. Odilia stammen aus dem Bestand des Augustinerinnenklosters Glindfeld.

## Geschichte
Die Andreaskapelle wurde erstmals 1283 urkundlich erwähnt. Einige Bauteile stammen jedoch aus dem 8. Jahrhundert. Auf einer Inschrift ist das Jahr 1341, in welchem die Kapelle renoviert wurde. Die St. Andreaskapelle ist das älteste Gebäude in Medebach. Die Barockausstattung stammt aus der zweiten Hälfte des 17. Jahrhunderts. Der Altar wurde von 1670 bis 1680 gebaut.